# Mistrzostwa Świata w Lekkoatletyce 2022 – maraton kobiet
Maraton kobiet – jedna z konkurencji biegowych rozgrywanych podczas lekkoatletycznych mistrzostw świata na Hayward Field w Eugene.
Tytułu mistrzowskiego z 2019 nie obroniła Ruth Chepngetich.

## Terminarz
Źródło: worldathletics.org.
| Data     | Godzina |       |
| -------- | ------- | ----- |
| 18 lipca | 08:15   | Finał |

## Rekordy
Tabela prezentuje rekord świata, rekord mistrzostw świata, rekordy kontynentów oraz najlepszy wynik na listach światowych w sezonie 2022 przed rozpoczęciem mistrzostw.
|                            | Zawodniczka            | Wynik     | Miejsce  | Data                      |
| -------------------------- | ---------------------- | --------- | -------- | ------------------------- |
| Rekord świata              | Brigid Kosgei          | 2:14:04mx | Chicago  | 13 października 2019(dts) |
| Rekord świata              | Mary Jepkosgei Keitany | 2:17:10wo | Londyn   | 23 kwietnia 2017(dts)     |
| Rekord mistrzostw świata   | Paula Radcliffe        | 2:20:57   | Helsinki | 14 sierpnia 2005(dts)     |
| Rekord Afryki              | Brigid Kosgei          | 2:14:04   | Chicago  | 13 października 2019(dts) |
| Rekord Ameryki Południowej | Gladys Tejeda          | 2:25:57   | Sewilla  | 20 lutego 2022(dts)       |
| Rekord Ameryki Północnej   | Keira D’Amato          | 2:19:12mx | Houston  | 16 stycznia 2022(dts)     |
| Rekord Ameryki Północnej   | Sara Hall              | 2:22:01wo | Londyn   | 4 października 2020(dts)  |
| Rekord Australii i Oceanii | Benita Willis          | 2:22:36   | Chicago  | 22 października 2006(dts) |
| Rekord Azji                | Mizuki Noguchi         | 2:19:12mx | Berlin   | 25 września 2005(dts)     |
| Rekord Azji                | Mao Ichiyama           | 2:20:29wo | Nagoja   | 8 marca 2020(dts)         |
| Rekord Europy              | Paula Radcliffe        | 2:15:25mx | Londyn   | 13 kwietnia 2003(dts)     |
| Listy światowe             | Brigid Kosgei          | 2:16:02   | Tokio    | 6 marca 2022(dts)         |

## Wyniki
Źródło: worldathletics.org.
| Pozycja | Zawodniczka            | Państwo                  | Czas    | Uwagi |
| ------- | ---------------------- | ------------------------ | ------- | ----- |
| 01 !    | Gotytom Gebreslase     | Etiopia                  | 2:18:11 | CR    |
| 02 !    | Judith Korir           | Kenia                    | 2:18:20 | PB    |
| 03 !    | Lonah Chemtai Salpeter | Izrael                   | 2:20:18 |       |
| 4.      | Nazret Weldu           | Erytrea                  | 2:20:29 | NR    |
| 5.      | Sara Hall              | Stany Zjednoczone        | 2:22:10 | SB    |
| 6.      | Angela Tanui           | Kenia                    | 2:22:15 |       |
| 7.      | Emma Bates             | Stany Zjednoczone        | 2:23:18 | PB    |
| 8.      | Keira D’Amato          | Stany Zjednoczone        | 2:23:34 |       |
| 9.      | Mizuki Matsuda         | Japonia                  | 2:23:49 |       |
| 10.     | Citlali Moscote        | Meksyk                   | 2:26:33 |       |
| 11.     | Zhang Deshun           | Chińska Republika Ludowa | 2:28:11 |       |
| 12.     | Jess Piasecki          | Wielka Brytania          | 2:28:41 |       |
| 13.     | Leslie Sexton          | Kanada                   | 2:28:52 | SB    |
| 14.     | Sarah Klein            | Australia                | 2:30:10 | PB    |
| 15.     | Milica Mirczewa        | Bułgaria                 | 2:30:20 |       |
| 16.     | Alisa Vainio           | Finlandia                | 2:30:29 |       |
| 17.     | Tereza Hrochová        | Czechy                   | 2:30:39 | SB    |
| 18.     | Risper Gesabwa         | Meksyk                   | 2:30:47 | SB    |
| 19.     | Mieke Gorissen         | Belgia                   | 2:31:06 | SB    |
| 20.     | Beverly Ramos          | Portoryko                | 2:31:10 | NR    |
| 21.     | Żanna Mamażanowa       | Kazachstan               | 2:31:15 |       |
| 22.     | Li Zhixuan             | Chińska Republika Ludowa | 2:31:20 | SB    |
| 23.     | Maor Tiyouri           | Izrael                   | 2:31:54 | PB    |
| 24.     | Hanna Lindholm         | Szwecja                  | 2:32:08 | PB    |
| 25.     | Carolina Wikström      | Szwecja                  | 2:32:24 |       |
| 26.     | Kinsey Middleton       | Kanada                   | 2:32:56 |       |
| 27.     | Élissa Legault         | Kanada                   | 2:37:35 |       |
| 28.     | Adrijana Pop Arsowa    | Macedonia Północna       | 2:41:20 |       |
| 29.     | Kit Ching Yiu          | Hongkong                 | 2:43:13 | SB    |
| 30.     | Bajarcogtyn Mönchzajaa | Mongolia                 | 2:46:09 |       |
| 31.     | Tsao Chun-yu           | Chińskie Tajpej          | 2:47:02 | SB    |
| 32.     | Aydee Huaman           | Peru                     | 3:04:16 | SB    |
| 33 !    | Ashete Bekere          | Etiopia                  | DNF     |       |
| 34 !    | Andrea Bonilla         | Kolumbia                 | DNF     |       |
| 35 !    | Rosa Chacha            | Kolumbia                 | DNF     |       |
| 36 !    | Immaculate Chemutai    | Uganda                   | DNF     |       |
| 37 !    | Ruth Chepngetich       | Kenia                    | DNF     |       |
| 38 !    | Rose Harvey            | Wielka Brytania          | DNF     |       |
| 39 !    | Charlotte Purdue       | Wielka Brytania          | DNF     |       |
| 40 !    | Ababel Yeshaneh        | Etiopia                  | DNF     |       |
| 41 !    | Hitomi Niiya           | Japonia                  | DNS     |       |